# Aeshna sitchensis
Aeshna sitchensis är en trollsländeart som beskrevs av Hagen 1861. Aeshna sitchensis ingår i släktet mosaiktrollsländor, och familjen mosaiktrollsländor. Inga underarter finns listade i Catalogue of Life.